# Dextera Domini
Dextera Domini (« la droite du Seigneur ») sont les premiers mots d’un texte biblique ayant inspiré de nombreuses œuvres musicales. Ce texte reprend les versets 16 et 17 du Psaume 118 (Psaume 117 dans la Vulgate).

## Le texte biblique
Dextera Domini utilise les versets 16 et 17 du Psaume 118 (Psaume 117 dans la Vulgate). 
Dextera Domini fecit virtutem, dextera Domini exaltavit me.
Non moriar, sed vivam, et narrabo opera Domini.
La droite du Seigneur a déployé sa puissance : la droite du Seigneur m’a exalté.
Je ne mourrai plus, mais je vivrai et je raconterai les œuvres du Seigneur.

## Catholicisme
Dans le catholicisme, cette antienne est ordinairement chantée à l’offertoire de la messe du jeudi saint, au début du triduum de Pâques, office qui commémore la Cène de Jésus. Mais il est aussi proposé à l'offertoire du jour de Pâques.

## Devise
C’était la devise du duché de Modène et Reggio, ancien Etat d’Italie, fief impérial. 
C’était aussi la devise de la famille Potier (Paris), ancienne famille de la noblesse française, originaire de Paris, anoblie par la charge de conseiller en la Cour des monnaies de Paris vers 1475.
Dextera Domini fecit virtutem (La Droite du Seigneur a déployé sa puissance) est la devise de la famille de Perier, famille française subsistante.

## Œuvres musicales
Le motet Dextera Domini a été mise en musique par de nombreux compositeurs, parmi lesquels (liste non exhaustive) :
Motets :
- Bruno Bettinelli (né en 1913), Dextera Domini, mottetto a 4 voci miste
- César Franck (1822-1890), Dextera Domini, pour chœur, orgue et contrebasse (FWV 65)
- Giacomo Carissimi,  Ezechias: Dextera Domini fecit virtutem ·
- Joaquim Casimiro, Dextera Domini
- Antonio Ferradini (ca1718 -1779), Dextera Domini pour 4 voix (1776, Prague)
- Don Paolo Ferrarese (XVIe siècle), Dextera Domini fecit virtutem
- Giovanni Giorgi, Dextera Domini, Offertorio per il Giovedì Santo a 4
- Andreas Hofer (ca1628-1684),Dextera Domini a 17 : SATB, SATB, 2 Cornetti, 3 Tromboni, 4 Viole da Braccia, Organo.
- Ferenc Kersch
- Padre Giovanni Baptista Martini (1706 † 1784), Dextera Domini , Offertoire des dimanches après l’Epiphanie et du Jeudi Saint, 4 voix mixtes (SATB), en Mi mineur.
- Giovanni Perluigi da Palestrina, Dextera Domini  fecit, offertoire à 5 voix
- Josef Rheinberger, Dextera Domini
- J.E. Ronan, Dextera Domini
- Giovanni Felice Sances, Dextera Domini à 8 · C
- Robert Schumann, op.82, n°4, offertoire pour le 3e dim. Après l’épiphanie[2].
- Rudi Tas (né en 1957), Dextera Domini pour voix d’homme (TTBB).

Messes :
- Anton Bruckner, Messe für den Gründonnerstag, WAB 9, missa brevis composée en 1844, dont l’offertoire est un Dextera Domini.
- Mickael Haydn, Alleluia ! Dextera Domini · in Missa Sancti Gotthardi.

## Discographie et enregistrements
(Liste non exhaustive)
- Bruno Bettinelli, Dextera Domini, mottetto a 4 voci miste · in : Opere corali (Choral Works) Coro Jubilate & Paolo Alli ℗ Musica viva Released on: 1998-01-08
- Anton Bruckner – Kirchenmusikalische Werke, Rupert Gottfried Frieberger, Vokalensemble der Stiftsmusik Schlägl – Fabian Records CD 5115, vers 2005
- Giacomo Carissimi,  Ezechias: Dextera Domini fecit virtutem · Colin Balzer Carissimi: Oratorios ℗ 2010 ATMA Classique Released on: 2010-04-01 Artist: Colin Balzer Conductor: Alexander Weimann Ensemble: Les Voix Baroques.
- César Franck, Offertory - Dextera Domini · Debrecen Kodály Choir · Salamon Kamp · Dezső Karasszon · César Franck Mass in A major, Quae est ista, Dextera Domini ℗ 1995 HUNGAROTON RECORDS LTD. Released on: 1995-09-07.
- Giovanni Giorgi, Dextera Domini, Offertorio per il Giovedì Santo a 4 · Choeur de Chambre de Namur · Cappella Mediterranea · Clematis · Leonardo García-Alarcón ℗ 2013 Ricercar ℗ Outhere Released on: 2011-06-09.
- Mickael Haydn, Alleluia! Dextera Domini  · in Missa Sancti Gotthardi / Alleluia! / Anima Nostra / Effuderunt Sanguinem. Zurich Boys Choir Haydn, M.: ℗ 1998 Tudor Released on: 1998-01-01 Artist: Friedemann Winklhofer. Conductor: Christoph Poppen Orchestra: Munich Chamber Orchestra.
- Ferenc Kersch, Dextera Domini · in Sacred Choral Music from the 20th Century, Budapest Monteverdi Choir Sacra Hungarica, sous la direction d’Eva Kollar. ℗ 2010 Carus Released on: 2010-09-28. NAXOS of America.
- Palestrina, Offertoria totius anni : Dextera Domini · Trinity College Choir, Cambridge Palestrina: Offertoriums (Offertoria Totius Anni, Rome, 1593) ℗ 2007 Chandos Released on: 2007-02-01, NAXOS of America.
- J.G. Rheinberger, 5 Hymnen, Op. 140: No. 2. Dextera Domini · in Mass in E-Flat Major / Wie Lieblich Sind Deine Wohnungen / Stabat Mater / 5 Hymnen / Abendlied . Artists: Johannes-Christoph Happel, Sonntraud Engels-Benz, Choir: Kammerchor Stuttgart, Conductor: Frieder Bernius ℗ 2007 Carus Released on: 2007-01-01 NAXOS of America.
- Giovanni Felice Sances, Dextera Domini à 8 · Cappella Oenipontana · Marini Consort Innsbruck Missa Praesentationis und Motetten ℗ 2000 Pro Musica - Mayr, Neu-Rum Released on: 2012-03-03